# ウラースロー2世 (ハンガリー王)
ウラースロー2世（II. Ulászló, 1456年3月1日 - 1516年3月13日）は、ボヘミア王（ヴラジスラフ・ヤゲロンスキー　Vladislav Jagellonský, 在位：1471年 - 1516年）、ハンガリー王（在位：1490年 - 1516年）。ヤギェウォ家のポーランド王カジミェシュ4世と王妃エルジュビェタ（エリーザベト）の長男ヴワディスワフ（Władysław）として生まれる。ヤン1世、アレクサンデル、ジグムント1世の3代のポーランド王はいずれも弟である。

## 生涯
母を通じて神聖ローマ皇帝・ボヘミア王・ハンガリー王を兼ねたジギスムントおよびその後継者アルブレヒト2世の血を引いていたこともあり、1471年のボヘミア王イジーの死後にボヘミア王に選ばれた。しかし、内部ではフス派とカトリックの対立に苦しみ、外部ではハンガリー王マーチャーシュ1世の侵攻にさらされ、1479年のオロモウツの和約でマーチャーシュ1世にシレジア、モラヴィア、ラウジッツの領有とボヘミア王位を認め、ヴラジスラフはボヘミアしか保てなくなった。一方、1485年にクトナー・ホラでフス派とカトリックの和解が成立、共存が認められた。同年にはプラハ城の再建に着手、大広間であるヴラジスラフ・ホールがベネディクト・レジェによって建設された。
1490年、マーチャーシュ1世が子の無いまま死去したことでハンガリーの王（ウラースロー2世）にも選ばれたが、ウラースロー2世は即位後にブダに移動、ボヘミアへ戻らなかったため、ボヘミアは貴族の寡頭体制へ移行した。ウラースロー2世は1514年に貴族のヴェルベーツィ・イシュトヴァーンに法典編纂を命じた。ヴェルベーツィが作成した『三部法書』は最終的にはウラースロー2世の承認を得られなかったものの、ハンガリー慣習法の集大成として裁判の場において用いられ、一部は19世紀まで適用された。
晩年の1515年に神聖ローマ皇帝マクシミリアン1世や弟のポーランド王ジグムント1世と会議を開いた。この会議は紛争の解決が目的だったが、同時にウラースロー2世の息子ラヨシュがマクシミリアン1世の孫娘マリアと結婚し、マリアの兄フェルディナントがラヨシュの姉アンナと結婚するという縁組（ウィーン二重結婚）も取り決められた。翌1516年にウラースロー2世は60歳で亡くなり、息子ラヨシュ2世がボヘミアとハンガリーの王位を継承したが、1526年のモハーチの戦いでラヨシュ2世が戦死すると、義兄のフェルディナントが両国の王位を継承、ハプスブルク帝国の成立に繋がった。

## 結婚と子供
ウラースロー2世は3度結婚した。
1. バルバラ（1464年 - 1515年） - ブランデンブルク選帝侯アルブレヒト・アヒレスの娘。
2. ベアトリクス（1457年 - 1508年） - 先王マーチャーシュ1世の未亡人。ナポリ王フェルディナンド1世の次女。
3. アンナ（1484年 - 1506年） - フォワ家のケンダル（カンダル）伯ガストン2世の娘。

3番目の妃アンナとの間に1男1女をもうけた。
1. アンナ（1503年 - 1547年） - 後にボヘミアとハンガリーの王位を継承し、神聖ローマ皇帝にもなるハプスブルク家のフェルディナントと結婚した。
2. ラヨシュ2世（1506年 - 1526年） - ボヘミア王およびハンガリー王。